# Жезказганская область
Жезказганская область (Джезказганская область; каз. Жезқазған облысы) — административная единица в составе Казахской ССР (1973—1991) и Республики Казахстан (1991—1997).

## География
Область располагалась в центральной части Казахстана. Площадь 313,4 тыс. км².
Административный центр — город Жезказган (каз. Жезқазған).

## История
На территории области в XIX веке проживали племена Среднего жуза: аргыны (роды каракесек, куандык, таракты), найманы (баганалы, балталы), кыпшаки (узын, торы, кулан).
Джезказганская область была образована 20 марта 1973 года в составе Казахской ССР из южной части Карагандинской области. В её состав вошли города Джезказган, Балхаш и Каражал с подчинёнными посёлками и сельсоветами; Актогайский, Джездинский, Джезказганский, Жанааркинский и Шетский районы. Одновременно в составе области был образован Агадырский район.
24 декабря 1973 года образован город областного подчинения Никольский.
10 ноября 1974 года Джезказганский район был переименован в Улутауский.
15 февраля 1977 года был образован Приозёрный район.
13 сентября 1990 года город областного подчинения Никольский был переименован в Сатпаев.
С 1991 года Джезказганская область — в составе Республики Казахстан.
8 сентября 1992 года транскрипция названия Джезказганской области на русском языке была изменена на Жезказганскую область.
4 мая 1993 года Джездинский район был переименован в Жездинский, а Приозёрный — в Токыраунский.
3 мая 1997 года Жезказганская область была упразднена, а её территория вновь вошла в состав Карагандинской области.
8 июня 2022 года на части бывшей Жезказганской области была образована Улытауская область

## Административное деление
В 1989 году в состав Джезказганской области входило 4 города областного подчинения и 7 районов:
| №  | Район (горсовет)        | Центр      | Население (1989), чел. |
| -- | ----------------------- | ---------- | ---------------------- |
| 1  | Балхашский горсовет     | Балхаш     | 100 533                |
| 2  | Джезказганский горсовет | Джезказган | 128 872                |
| 3  | Каражалский горсовет    | Каражал    | 17 849                 |
| 4  | Никольский горсовет     | Никольский | 71 759                 |
| 5  | Агадырский район        | Агадырь    | 43 548                 |
| 6  | Актогайский район       | Актогай    | 16 390                 |
| 7  | Джездинский район       | Джезды     | 20 476                 |
| 8  | Жанааркинский район     | Атасу      | 38 664                 |
| 9  | Приозёрный район        | Озёрный    | 17 613                 |
| 10 | Улытауский район        | Улытау     | 11 592                 |
| 11 | Шетский район           | Аксу-Аюлы  | 26 860                 |

## Акимы областей
Джезказганский областной комитет КП Казахстана
Шаблон:Председатели Джезказганского облисполкома
1. Юрченко, Григорий Петрович (1992—1994)
2. Саламатин, Альберт Гергардович (1994)
3. Нагманов, Кажмурат Ибраевич (август 1994 — апрель 1996)
4. Смаилов, Ерлан Байкенович (1996—1997)